# Metiria Turei
Metiria Turei (Palmerston North, 13 de febrer de 1970) és una política neozelandesa que és des del 2009 la dona colíder i des del 2002 diputada del Partit Verd. És, a més, la portaveu del Partit Verd sobre la igualtat social, la reforma electoral, els maoris i el tractat, els habitatges i la infantesa. Turei és la colíder juntament amb Russel Norman.

## Inicis polítics
Entre el 1989 i el 1991, Turei va former part de l'organització Tumuaki o Te Iwi Maori Rawakore o Aotearoa i va ser involucrada amb l'organització Te Roopu Rawakore o Aotearoa. Turei va ser un dels membres fundadors del grup d'actuacions Random Trollops. Va ser candidata pel Partit McGillicuddy Serious en les eleccions de 1993 i pel Partit per a la Legalització del Cànnabis en les eleccions de 1996.
Va començar a formar part del Partit Verd el 2002 i aquell mateix any començaria a ser diputada pel partit.

## Diputada
| Parlament de Nova Zelanda |      |                |        |        |
| Anys                      | Leg. | Circumscripció | Llista | Partit |
| 2002-2005                 | 47   | Llista         | 8      | Verd   |
| 2005-2008                 | 48   | Llista         | 6      | Verd   |
| 2008-2011                 | 49   | Llista         | 4      | Verd   |
| 2011-actualitat           | 50   | Llista         | 1      | Verd   |

En les eleccions de 2002, el Partit Verd va rebre el 7,00% del vot, el qual donava al partit nou escons al parlament. Turei, qui va fer campanya a la circumscripció de Tāmaki Makaurau, estava posicionada vuitena en la llista electoral del partit, i així començaria a ser diputada. A Tāmaki Makaurau va rebre el 12,82% del vot de la circumscripció, fent-la quedar en segon lloc darrere de John Tamihere del Partit Laborista. En ser elegida, Turei va deixar el seu treball d'abogada per Simpson Grierson per a esdevenir diputada.
En les eleccions de 2005 va ser posicionada sisena en la llista electoral del partit, i amb els sis escons guanyats pel partit, de nou fou elegida. En aquestes eleccions va fer campanya en la circumscripció de Te Tai Tonga on rebria el 12,03% del vot, quedant en tercer lloc darrere de Mahara Okeroa del Partit Laborista i Monte Ohia del Partit Maori.

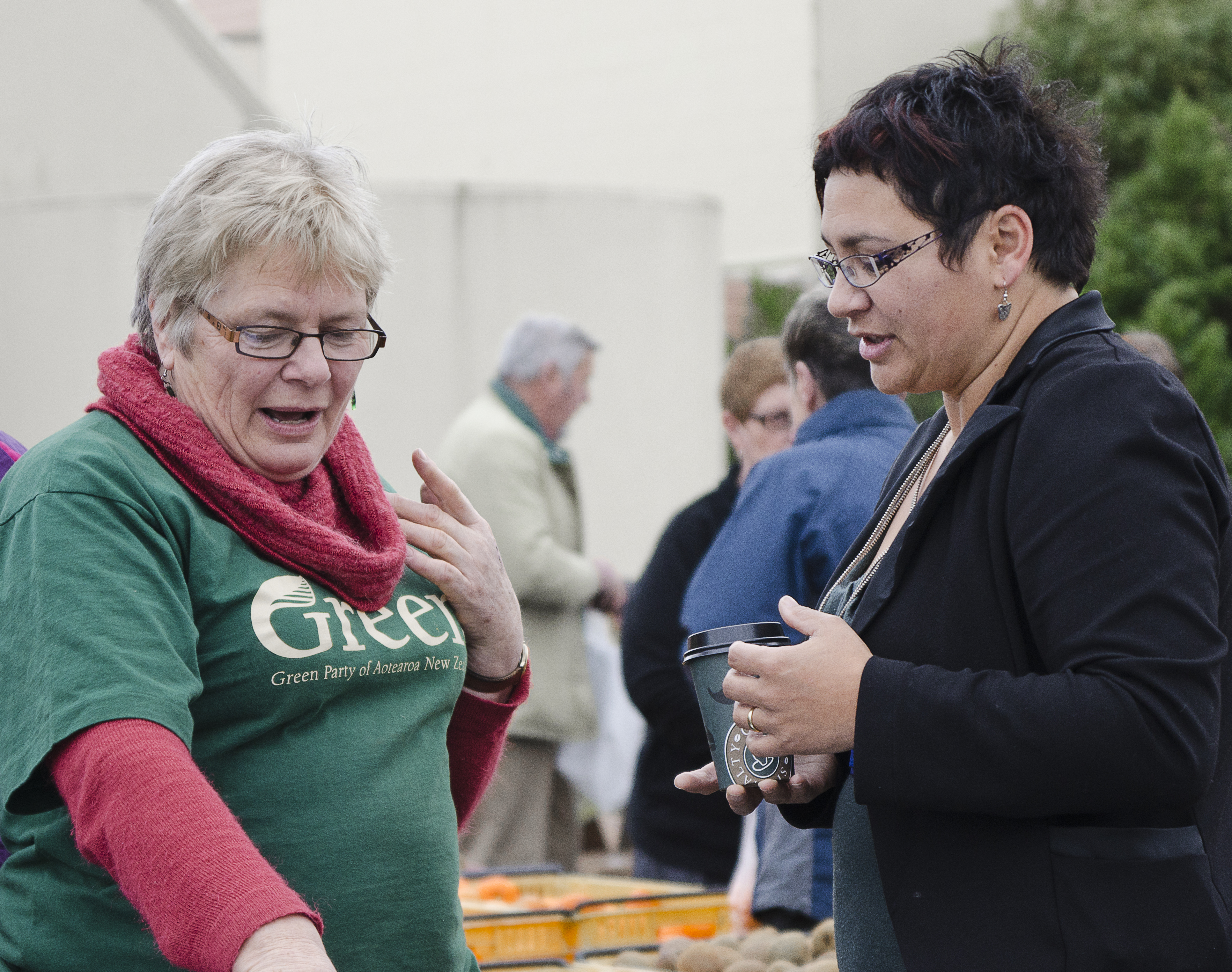
Turei fent campanya per a les eleccions de 2011

El 2006 el projecte de llei de Turei Misuse of Drugs (Medicinal Cannabis) Amendment Bill va ser votada en ser elegida de la papeleta per sorteig. El projecte de llei no va passar a ser llei a l'obtenir 34 vots a favor in 84 en contra. Més tard aquell any, el projecte de llei Liquor Advertising (Television and Radio) Bill tampoc va passar a ser llei a l'obtenir majoritàriament vots en contra.
En les eleccions de 2008 va passar a ser quarta en el rànquing del Partit Verd i va decidir fer campanya en la circumscripció de Dunedin North. Acabaria en tercer lloc amb l'11,09% del vot de la circumscripció darrera de Pete Hodgson del Partit Laborista i Michael Woodhouse del Partit Nacional.
El 30 de maig de 2009 va guanyar les eleccions del Partit Verd per a decidir qui seria la nova dona colíder. Va guanyar davant de Sue Bradford, una diputada del partit des del 1999.
En les eleccions de 2011 Turei passaria a ser la primera en la llista electoral del partit. El Partit Verd va ser votat per un rècord d'un 11,06% de neozelandesos, donant al partit catorze escons. Turei de nou va competir en la circumscripció de Dunedin North on de nou quedà en tercer lloc, aquest cop darrere de David Clark del Partit Laborista i Michael Woodhouse del Partit Nacional. Tot i així, en la circumscripció rebé el 19,51% dels vots, un increment significant des de les eleccions de 2008.

## Vida personal
Turei té un marit i una filla. El seu marit és Warwick Stanton.